# 核質病毒門
核質病毒門，是病毒的一個門，其中的病毒又被稱為核质巨DNA病毒（英語：nucleocytoplasmic large DNA viruses，缩写NCLDV），是一类大真核DNA病毒。
這批病毒過往並不屬於任何目。2013年，Colson等人 (2013)建議將這批病毒建立成為巨病毒目（学名：Megavirales）。
本目由11個以上科組成，但目前我們仍未知這这几個科會不會有一個共同的病毒祖先。

## 分類
- 巴西雅拉病毒 Yaravirus brasiliensis
- 甲藻DNA病毒 Dinodnavirus
- 棒状病毒科 Baculoviridae
- 痘病毒科 Poxviridae
- 非洲豬瘟病毒科 Asfarviridae
- 幸运病毒科 Faustoviridae
- 变形病毒科 Orpheoviridae
- 阔口罐病毒科Pithoviridae
- 马赛病毒科 Marseilleviridae
- Irido-/Asco-viridae
  - 囊泡病毒科 Ascoviridae
  - 虹彩病毒科 Iridoviridae
- 藻类去氧核糖核酸病毒科 Phycodnaviridae
- 潘多拉病毒科 Pandoraviridae
- 拟菌病毒科 Mimiviridae = 巨大病毒科 Megaviridae
  - 巨拟病毒亚科 Megamimivirinae
  - 克洛斯特病毒亚科 Klosneuvirinae
  - 中拟病毒亚科 Mesomimivirinae

## 研究
这类病毒都有共同的DNA功能基因组和独特的病毒粒子结构。现在还不确定核质巨DNA病毒不同种类之间的相似性是由于利用相同或相似宿主基因进行病毒复制，还是因为一个共同的病毒祖先进化而来，仍需要详细研究。
有47个NCLDV的核心基因被确认，包括四个参与DNA复制和修复的关键蛋白。这些蛋白酶包括DNA聚合酶 B，拓扑异构酶 II A，皮瓣内切酶及加工因子增殖细胞核抗原。其他蛋白质包括DNA依赖性RNA聚合酶 II和转录因子II B。
有可能这些病毒进化到前真核生物前就与现存冠组分离，祖先类型有包括至少有41个基因的复杂基因组：（1）复制机制；（2）多达四个RNA聚合酶亚基；（3）至少三个转录因子；（4）覆盖和多聚腺苷酸化酶；（5）DNA组装装置；（6）二十面体病毒衣壳和膜结构组件。